# Seven Days (canção)
"Seven Days" é uma canção de soul music composta e produzida por Malik Pendleton e lançada como um single pela cantora de R&B americana Mary J. Blige como o quarto lançamento do seu álbum de 1997, Share My World, em 20 de Março de 1998.
A canção fala sobre uma mulher passando por um dilema em um relacionamento com um homem que tem sido seu melhor amigo antes de um jogo de "verdade ou desafio" ter deixado os dois se perguntando sobre como se dirigirem um ao outro.
A canção é sustentada com um solo de guitarra do ícone do jazz e da soul music George Benson.

## Track listings
CD & 12" Vinyl
1. "Seven Days" (Radio Edit) - 3:57
2. "Seven Days" (Remix) - 5:36
3. "Round & Round" (Brooklyn Funk R&B Bump Mix) - 5:28
4. "Round & Round" (Brooklyn Funk B-Boy Mix) - 6:15

## Videoclipe
Um vídeo musical foi feito para a canção. Nele George Benson é visto no final tocando guitarra. Através do vídeo, Mary canta em vários lugares; muitas das cenas onde ela está cantando incluem o carro que ela está dirigindo, o seu quarto, e o seu apartamento. O ator que faz o papel de seu interesse amoroso é apresentado proeminente através do clipe com ela especialmente na cena onde eles estão sentados nos lados opostos de uma mesa ou enquanto assistem televisão onde duas pessoas estão se beijando.

## Paradas musicais
| Parada musical (1998)            | Melhor posição |
| -------------------------------- | -------------- |
| UK Singles Chart                 | 22             |
| US Billboard Hot 100 Airplay     | 71             |
| US Billboard R&B/Hip-Hop Airplay | 3              |